# Kolonia (starożytny Rzym)
Kolonia (łac. colonia) – miasto zdobyte lub zakładane przez Rzymian na podbitych terenach. Część jego ludności stanowili przesiedleni rzymscy obywatele (bezrolni chłopi, weterani legionowi), a dotychczasowi mieszkańcy zazwyczaj również otrzymywali rzymskie obywatelstwo, jednak bez całości praw przysługujących napływowym Rzymianom.
Kolonie początkowo pełniły głównie funkcje wojskowe (zakładano je w ważnych strategicznie regionach), stopniowo stając się centralnymi ośrodkami romanizacji podbitych ziem. Ich zasięg rozszerzał się stopniowo: najpierw zakładano je w Italii, następnie na sukcesywnie podbijanych terytoriach w basenie Morza Śródziemnego (przekształcanych w prowincje). Miały częściową autonomię posiadając własny senat, lecz po wybuchu wojny zobowiązane były do dostarczania kontyngentów wojskowych.
Do współczesnych miast – dawniejszych kolonii założonych przez Rzymian, należą m.in. Kolonia (Colonia Claudia Ara Agrippina), Lincoln (Lindum Colonia), Mérida (Colonia Augusta Emerita), Lublana (Colonia Julia Aemona).